# Răzbunarea gemenilor
Răzbunarea gemenilor (în engleză The Boondock Saints) este un film american de acțiune din 1999, scris și regizat de Troy Duffy. Rolurile principale sunt interpretate de Sean Patrick Flanery și Norman Reedus, care sunt doi gemeni irlandezi, Connor și Murphy MacManus, care devin justițiari după uciderea a doi membri ai mafiei ruse, în autoapărare. Frații, împreună cu prietenul lor (David Della Rocco), doresc să scape orașul Boston, Massachusetts de criminalitate și de răufăcători; în tot acest timp, ei sunt urmăriți de agentul special  FBI Paul Smecker (Willem Dafoe).
Duffy a indicat că scenariul a fost inspirat de o experiența personală, pe când locuia în Los Angeles. Considerat inițial ca unul dintre cele mai tari scenarii de la Hollywood, filmul a avut o producție cu probleme și a fost difuzat în cele din urmă la numai cinci cinematografe într-o săptămână, primind recenzii critice slabe; filmul a avut însă încasări de aproximativ 50 milioane de dolari din vânzările de casete video și a dezvoltat ulterior un cult. Secvența de final a filmului, care prezintă pe oamenii din Boston întrebați de televiziune dacă "sfinții" sunt buni sau răi, a fost turnată de Mark Brian Smith, co-director al Overnight, un film documentar despre procesul de realizare a filmului The Boondock Saints și de însuși Troy Duffy.

## Rezumat
Frații irlandezi Connor (Sean Patrick Flanery) și Murphy MacManus (Norman Reedus) participă la o liturghie romano-catolică, la o biserică catolică, unde preotul menționează soarta lui Kitty Genovese. Mai târziu, în timp ce sărbătoreau Ziua de Sf. Patrick cu prietenii, cei doi intră într-o încăierare la bar cu trei mafioți ruși care doreau să închidă barul și să preia terenul pe care acesta era construit. Cei doi frați încearcă să discute cu mafioții, dar acesta din urmă le răspund cu violență. În dimineața următoare, doi dintre ruși caută să se răzbune pe Connor și Murphy, iar aceștia din urmă îi ucid mafioți într-un act de autoapărare.
Agentul special FBI Paul Smecker (Willem Dafoe) este însărcinat cu acest caz și constată că reporterii de știri locale și poliția îi văd pe criminali ca niște eroi. În timpul unei discuții cu Smecker, ei arată că mama lor a insistat ca ei să vorbească fluent în mai multe limbi (printre care rusa, italiana, spaniola, franceza, irlandeza și germana), ceea ce se dovedește a fi o explicație a modului în care au comunicat cu mafioții. Connor și Murphy îi povestesc incidentul lui Smecker și pentru a evita atenția presei asupra lor, frații decid să-și petreacă noaptea într-o celulă, unde primesc ceea ce pare a fi o "chemare" de la Dumnezeu, care le spune să-i vâneze pe oamenii răi.
Connor și Murphy decid să scape orașul Boston de oamenii răi, împreună cu prietenul lor și fostul mafiot Rocco (David Della Rocco), care li s-a alăturat ulterior pentru a-i ajuta. Connor află de o reuniune a șefilor sindicali ruși la un hotel dintr-un pager luat de la unul dintre mafioții ruși morți. După ce s-au echipat cu arme de la un dealer local, frații îi ucid rapid pe opt dintre cei nouă șefi. Frații recita rugăciunea lor de familie și-l ucid pe liderul Yuri Petrov (Victor Pedtarchenko) cu două focuri de armă în partea din spate a capului. Ei pun monede pe ochii celor nouă cadavre, pentru a plăti taxa de trecere a râului Styx. În timpul anchetei, Smecker crede că uciderea mafioților ruși este începutul unui război între mafioți.
A doua zi, Rocco află că el a fost trimis de către șeful său, Giuseppe "Papa Joe" Yakavetta (Carlo Rota), pentru a fi ucis, deoarece Papa Joe l-a trimis să se lupte cu nouă mafioți ruși de la hotel cu doar un revolver. Rocco ucide doi dintre membrii mafiei, și decide să se alăture oficial fraților McManus în misiunea lor. În noaptea aceea, frații McManus și Rocco îl ucid pe adjunctul liderului mafiot Yakavetta, Vincenzo Lipazzi (Ron Jeremy), într-un club porno. Tot acolo sunt uciși și alți criminali. Aceste incidente conduc la respingerea de către Smecker a teoriei războiului între bande. Ca răspuns la amenințarea tot mai mare din partea celor trei justițiari, Papa Joe îl contactează pe temutul pistolar Il Duce (Ducele, Billy Connolly), pentru a-i ucide. După uciderea unui criminal față de care Rocco avea o ură personală în casa acelui om, cei trei bărbați sunt prinși într-o ambuscadă de către Il Duce. În luptă, cei trei bărbați sunt grav răniți, Rocco pierzându-și un deget. Nedorind să meargă la spital, cei trei ăși cauterizează singuri rănile.
După câteva ore, poliția efectuează o anchetă la fața locului unde a avut loc schimbul de focuri, dar investigațiile par a fi inutile, deoarece frații și-au acoperit urmele prin pulverizarea sângelui pierdut cu amoniac. Cu toate acestea, Smecker găsește degetul pierdut de Rocco. Smecker decide să facă o investigație independentă pentru a vedea cine a fost în spatele schimbului de focuri și urmărește probele până la Rocco și cei doi aliați. Agentul FBI se luptă între a-i aresta pe cei trei sau a li se alătura lor. Dupa ce se îmbată la un bar de homosexuali și insultă mai mulți oameni, Smecker rătăcește într-o biserică catolică, unde îi spune preotului că a decis să-i ajute pe cei trei bărbați, care ascultau discuția. El îl întreabă apoi pe fostul șef al Mafiei, care l-a ajutat pe Papa Joe să-l recruteze pe Il Duce, și constată că frații urmează să fie prinși într-o capcană.
Mai târziu, frații și Rocco se infiltrează în sediul clanului Yakavetta pentru a-l distruge, urmați de Smecker deghizat în femeie. Frații sunt capturați, iar Rocco este împușcat și ucis de către Papa Joe. Între timp, Smecker ucide doi oameni înainte de a fi lovit și lăsat inconștient de către Il Duce, în conformitate cu una din cele două reguli: nici femeile și nici copiii. După ce Papa Joe părăsește casa, frații reușesc să scape și îi ucid pe răpitorii lor. Când frații rosteau rugăciunea lor de familie pentru Rocco, Il Duce intră în cameră și este pregătit să deschidă focul. Cu toate acestea, este dezvăluit faptul că Il Duce este tatăl fraților, Noah. El a terminat rugăciunea și decide să se alăture celor doi fii ai săi, în misiunea lor de a distruge răul.
Trei luni mai târziu, Papa Joe este trimis în judecată. Cu toate acestea, reporterii anticipează că va fi achitat. Frații și Noah, ajutați de agentul Smecker și de trei detectivi, se infiltrează la proces (trecându-și armele peste detectorul de metale), iar cei trei susțin un discurs în care afirmă că au intenția de a eradica răul oriunde s-ar găsi acesta, după care își recită rugăciunea de familie și-l omoară pe Papa Joe, în fața publicului. Mass-media îi consideră pe cei trei bărbați ca fiind "sfinți" și filmul se termină cu interviuri luate publicului, în care se încearcă să se afle dacă publicul îi consideră buni sau răi.

## Distribuție
- Sean Patrick Flanery - Connor MacManus. El are un tatuaj pe mana stângă pe care scrie "Veritas" ("adevăr" în limba latină). El este mult mai sensibil și rațional decât fratele său și de multe ori încearcă să planifice cu atenție misiunile lor. Cu toate acestea, de obicei, el își ia în mod prostesc planurile din filmele clasice de acțiune; Connor se referă adesea la John Wayne, Clint Eastwood și Charles Bronson.
- Norman Reedus - Murphy MacManus. El are un tatuaj pe mâna dreaptă pe care scrie "Aequitas" ("echitate" în latină). El pare a fi mai emoțional decât fratele său. Cu toate acestea, Murphy este, de obicei, exasperat de planurile lui Connor luate din filmele de mâna a dpua.
- Willem Dafoe - agentul special al FBI Paul Smecker, genial, dar tulburat pe plan emoțional de crimele săvârșite de frații McManus. El începe să-i simpatizeze pe frații McManus și alege să-i ajute.
- David Della Rocco - David Della Rocco/"The Funny Man", un fost membru al clanului Yakavetta până ce Papa Joe l-a trimis într-o misiune unde urma să fie ucis, și un prieten loial al fraților McManus
- Billy Connolly - Noah McManus/Il Duce ("Ducele"), tatăl lui Connor și Murphy, care este eliberat din închisoare de către Yakavetta pentru a se confrunta cu frații și cu Rocco
- Bob Marley - detectivul Greenly, detectiv de la Boston Police Department însărcinat să rezolve crimele bandei
- David Ferry - detectivul Dolly, coleg cu Greenly și Duffy
- Brian Mahoney - detectivul Duffy, coleg cu Greenly și Dolly
- Carlo Rota - Don "Papa" Joe Yakavetta, liderul mafiei italiene din Boston
- Ron Jeremy - Vincenzo Lapazzi, mâna dreaptă a lui Yakavetta
- Gerard Parkes - Doc, proprietarul barului irlandez care are sindromul Tourette

## Continuare
După numeroase amânări, regizorul Troy Duffy a filmat continuarea, intitulată The Boondock Saints II: All Saints Day, în care frații justițiari irlandezi revin pentru a-și continua răzbunarea. El a fost lansat la 30 octombrie 2009. Într-un articol din 27 octombrie, regizorul Troy Duffy și actorul Billy Connolly au menționat detalii cu privire la un al treilea posibil film al seriei. Duffy insistă că vrea să facă și alte filme înainte de a se întoarce la Boondock Saints. El a adăugat că cel de-al treilea film ar putea purta titlul "Boondock Saints III: Saints Preserve Us."